# Elphos moltrechti
Elphos moltrechti är en fjärilsart som beskrevs av Max Joseph Bastelberger 1909. Elphos moltrechti ingår i släktet Elphos och familjen mätare. Inga underarter finns listade i Catalogue of Life.